# GSC7120-1353
GSC7120-1353 — хімічно пекулярна зоря спектрального класу B2, що має видиму зоряну величину в смузі V приблизно 10,0.